# The Solo Sessions, Vol. 1
The Solo Sessions, Vol. 1 è un album in studio del musicista statunitense Bill Evans, pubblicato postumo nel 1989.

## Tracce
1. What Kind of Fool Am I? [Take 1] (Leslie Bricusse, Anthony Newley) – 6:15
2. Medley: My Favorite Things/Easy to Love/Baubles, Bangles, & Beads (Borodin, Robert Wright, George Forrest) – 12:30
3. When I Fall in Love (Edward Heyman, Victor Young) – 3:04
4. Medley: Spartacus Love Theme/Nardis (Alex North), (Miles Davis) – 8:40
5. Everything Happens to Me (Tom Adair, Matt Dennis) – 5:44
6. April in Paris (Vernon Duke, E. Y. Harburg) – 5:51